# Federico Cossato
Federico Cossato (Verona, 7 agosto 1972) è un ex calciatore italiano, di ruolo attaccante.

## Biografia
È fratello di Michele Cossato, anch'egli calciatore. 
Nel 2022 è diventata virale per la sua scelta di vita. Dopo aver venduto casa, ha acquistato un camper van e, con la sua cagnolina Bonnie, ha iniziato a girare il mondo.

## Calcioscommesse
Nel luglio 2011 viene tirato in ballo nell'ambito dell'inchiesta sul calcioscommesse della Procura di Napoli insieme al fratello Michele, a Silvio Giusti, a Matteo Gianello e al giornalista Gianluca Di Marzio (persona informata sui fatti). La Procura acquisisce computer, supporti informatici dei Cossato.
Nel 2012 nell'ambito dell'inchiesta sul calcioscommesse viene iscritto nel registro degli indagati dalla Procura di Napoli insieme al fratello Michele, a Matteo Gianello e Silvio Giusti, ex compagni di squadra ai tempi del ChievoVerona. Interrogato davanti al PM di Napoli Antonello Ardituro, il 19 gennaio si è avvalso della facoltà di non rispondere.
Deferito l'8 maggio per altri fatti giudicati dalla procura di Cremona (secondo filone dell'inchiesta di Cremona), il 1º giugno il procuratore federale Stefano Palazzi richiede per lui 3 anni e 6 mesi di squalifica. Sia il 18 giugno in primo grado che il 6 luglio in secondo grado gli viene confermata la squalifica senza essersi poi appellato al TNAS.
Il 10 dicembre per il filone di Napoli patteggia 9 mesi di squalifica  che, sommati alle condanne precedenti, fanno un totale di 4 anni e 3 mesi di squalifica.
Il 9 febbraio 2015 la procura di Cremona termina le indagini e formula per lui e altri indagati le accuse di associazione a delinquere e frode sportiva.

## Carriera

### Club
Tra il 1991 ed il 1995 militò nelle formazioni dilettantistiche veronesi dell'Avesa H.S.M. e del Lugagnano. Fece il suo debutto nel calcio professionistico nella stagione 1995-1996 con il Valdagno, in Serie C2, totalizzando 32 presenze e sei reti. L'anno successivo compì un ulteriore balzo di categoria, disputando con il Brescello il campionato di Serie C1. Con gli emiliani giocò 26 partite segnando 7 reti.

#### Chievo
Nell'estate 1997 si trasferì al ChievoVerona, una delle due squadre della sua città. Nella formazione gialloblù, allora allenata da Silvio Baldini, fu chiamato a sostituire il fratello Michele, appena trasferitosi al Venezia. Con il passare del tempo diventò uno dei giocatori più importanti del Chievo. Segnò 8 reti in 25 partite nella sua prima stagione con la nuova maglia, a cui seguirono due annate difficili: nel 1998-1999 non riuscì a segnare in 17 gare disputate e nella stagione successiva realizzò solo 4 reti in 24 apparizioni sul terreno di gioco. La stagione 2000-2001 è quella dell'arrivo sulla panchina del Chievo di Luigi Delneri e della storica promozione. Nonostante non fosse tra i titolari, riuscì ad essere decisivo quando chiamato in causa, contribuendo con 5 reti in 27 partite alla promozione in Serie A
Nella sua prima stagione in A era la prima scelta tra gli attaccanti di riserva, dietro al duo titolare Corradi-Marazzina. Ciò gli consentì di scendere in campo 32 volte, in varie occasioni da titolare, e di segnare 9 reti, la più importante delle quali nel derby di ritorno tra Chievo Verona ed Hellas Verona vinto dai clivensi. L'esordio in Serie A è avvenuto il 26 agosto 2001 alla prima giornata subentrando all'89' al posto di Bernardo Corradi in Fiorentina-Chievo 0-2. Il primo gol in Serie A è arrivo nella giornata successiva, il 9 settembre 2001 in Chievo-Bologna 2-0. Con la partenza di Bernardo Corradi nell'estate del 2002 destinazione Lazio, per Cossato si aprirono le porte per una stagione da titolare. Ripeté il numero di reti della stagione precedente, 9 (suo record personale in un'unica stagione di A), giocando 26 partite. Nella stagione 2003-2004 ebbe un leggero calo di rendimento, segnando 6 reti in 31 partite. Nel difficile anno successivo, in cui la squadra veronese lottò fino all'ultimo per ottenere la salvezza, venne colpito da qualche problema fisico, ma riuscì comunque a disputare 24 gare ed a mettere a segno 4 reti.
Gli infortuni che ha patito nelle ultime stagioni non gli hanno consentito di mantenere i livelli di prestazioni che aveva raggiunto, costringendolo a rimanere sempre più spesso indisponibile. L'annata 2005-2006 è stata quella in cui la cattiva condizione fisica gli ha dato meno tregua ed è potuto scendere in campo solo in quattro occasioni. La stagione successiva si è rivelata altrettanto amara, sia per lui, che è sceso in campo in 17 occasioni siglando una sola rete, che per la formazione clivense, la quale ha perso 2-0 contro il Catania nell'ultimo incontro del campionato ed è retrocessa in Serie B. Nella stagione 2007-2008 è stato impiegato raramente dall'allenatore Giuseppe Iachini. Nella partita in casa contro il Cesena del 26 gennaio 2008 torna alla ribalta entrando nella ripresa come sostituto di Iunco e mettendo a segno una doppietta che permette al Chievo di vincere 3-1 e di mantenere il comando della classifica.
Con la maglia gialloblu colleziona in undici anni 242 presenze e 48 reti, di cui 29 nella massima serie e 1 in Coppa Italia, divenendo uno degli artefici principali del cosiddetto Miracolo Chievo.
Con 3 reti è il maggior realizzatore di sempre nei Derby di Verona disputatisi in Serie A e serie B.

#### Ultimi anni
Nel luglio del 2008 abbandona il calcio professionistico per raggiungere il fratello Michele al Domegliara in serie D, ma la sua avventura dilettantistica è breve, dopo quattro partite e tre gol, già a dicembre ottiene la rescissione consensuale del contratto..
Nel 2009 gioca nel Real Audace, squadra di calcio a 5 che milita in C1, con cui ottiene la promozione in Serie B.

### Selezione padana
Federico Cossato ha partecipato nelle file della selezione di calcio della Padania all'edizione 2008 della Viva World Cup, campionato mondiale di calcio tra nazionali della NF-Board e non riconosciute dalla FIFA, assieme al fratello Michele.

## Statistiche

### Presenze e reti nei club
Statistiche aggiornate al 18 maggio 2014.
| Stagione            | Squadra             | Campionato          | Campionato | Campionato | Coppe nazionali | Coppe nazionali | Coppe nazionali | Coppe continentali | Coppe continentali | Coppe continentali | Totale | Totale |
| Stagione            | Squadra             | Comp                | Pres       | Reti       | Comp            | Pres            | Reti            | Comp               | Pres               | Reti               | Pres   | Reti   |
| ------------------- | ------------------- | ------------------- | ---------- | ---------- | --------------- | --------------- | --------------- | ------------------ | ------------------ | ------------------ | ------ | ------ |
| 1991-1992           | Avesa               |                     | 2          | 0          |                 |                 |                 | -                  | -                  | -                  | 2      | 0      |
| 1992-1993           | Lugagnano           | Ecc.                |            |            |                 |                 |                 | -                  | -                  | -                  |        |        |
| 1993-1994           | Lugagnano           | Ecc.                |            |            |                 |                 |                 | -                  | -                  | -                  |        |        |
| 1994-1995           | Lugagnano           | Ecc.                |            |            |                 |                 |                 | -                  | -                  | -                  |        |        |
| 1995-1996           | Valdagno            | C2                  | 32         | 6          | CIC             | 0               | 0               | -                  | -                  | -                  | 32     | 6      |
| 1996-1997           | Brescello           | C1                  | 26         | 7          | CIC             | -               | -               | -                  | -                  | -                  | 26     | 7      |
| 1997-1998           | ChievoVerona        | B                   | 25         | 8          | CI              | 1               | 0               | -                  | -                  | -                  | 26     | 8      |
| 1998-1999           | ChievoVerona        | B                   | 17         | 0          | CI              | 0               | 0               | -                  | -                  | -                  | 17     | 0      |
| 1999-2000           | ChievoVerona        | B                   | 24         | 4          | CI              | 0               | 0               | -                  | -                  | -                  | 24     | 4      |
| 2000-2001           | ChievoVerona        | B                   | 27         | 5          | CI              | 0               | 0               | -                  | -                  | -                  | 27     | 5      |
| 2001-2002           | ChievoVerona        | A                   | 32         | 9          | CI              | 2               | 1               | -                  | -                  | -                  | 34     | 10     |
| 2002-2003           | ChievoVerona        | A                   | 26         | 9          | CI              | 1               | 0               | CU                 | 2                  | 0                  | 29     | 9      |
| 2003-2004           | ChievoVerona        | A                   | 31         | 6          | CI              | 1               | 0               | -                  | -                  | -                  | 32     | 6      |
| 2004-2005           | ChievoVerona        | A                   | 24         | 4          | CI              | 0               | 0               | -                  | -                  | -                  | 24     | 4      |
| 2005-2006           | ChievoVerona        | A                   | 4          | 0          | CI              | 2               | 0               | -                  | -                  | -                  | 6      | 0      |
| 2006-2007           | ChievoVerona        | A                   | 17         | 1          | CI              | 1               | 0               | CL + CU            | 0                  | 0                  | 18     | 1      |
| 2007-2008           | ChievoVerona        | B                   | 11         | 2          | CI              | 1               | 0               | -                  | -                  | -                  | 12     | 2      |
| Totale ChievoVerona | Totale ChievoVerona | Totale ChievoVerona | 238        | 48         |                 | 9               | 1               |                    | 2                  | 0                  | 249    | 49     |
| 2008-2009           | Domegliara          | D                   | 6          | 1          | -               | -               | -               | -                  | -                  | -                  | 6      | 1      |
| Totale carriera     | Totale carriera     | Totale carriera     | 304        | 62         |                 | 9               | 1               |                    | 2                  | 0                  | 315    | 63     |

## Palmarès

### Club
- Campionato italiano di Serie B: 1

Chievo Verona: 2007-2008

### Selezione padana
- Coppa del mondo VIVA: 1

2008